# Université Bentley
Pour les articles homonymes, voir Bentley.
L'université Bentley (en anglais : Bentley University) est une université privée américaine située à Waltham, dans le Massachusetts.

## Historique
Fondée par Harry C. Bentley en 1917 en tant qu'école de commerce spécialisée dans la comptabilité et la finance, Bentley a commencé son programme de 4 ans pour obtenir le titre de Bachelor of Science en 1961. En 1968, l'université quitte Boston pour s'établir dans un espace plus vaste à Waltham, cela afin de pouvoir accepter un nombre accru d'étudiants désireux d'allier leurs études académiques avec des occasions de mise en pratique.
À la fin des années 1990, Bentley a été le pionnier de l'intégration des techniques de l'informatique au cœur du curriculum des études. 